# Montcet

Montcet este o comună în departamentul Ain din estul Franței.